# Casa da Mainha
A Casa da Mainha localiza-se na freguesia de Panóias, concelho de Braga, distrito de mesmo nome, em Portugal.

## História
A primitiva construção remonta ao século XVI, tendo pertencido ao couto do Mosteiro de Tibães.
Conheceu diversas campanhas de conservação ao longo dos séculos, entre as quais se destacou uma grande reestruturação e ampliação no último quartel do século XVII por iniciativa de Lourenço Fernandes da Silva, capitão de Ordenanças daquele mosteiro.
Está classificado como Monumento de Interesse Municipal desde 6 de junho de 2013.